# موسم أعاصير المحيط الأطلسي 2025
موسم أعاصير المحيط الأطلسي 2025 هو موسم الأعاصير في المحيط الأطلسي الجاري حاليا في نصف الكرة الشمالي . بدأ الموسم رسميًا في 1 يونيو ، وسوف ينتهي في 30 نوفمبر . تصف هذه التواريخ، التي تم اعتمادها بالاتفاق، تاريخيًا الفترة التي يحدث فيها معظم تكوّن الأعاصير الاستوائية أو شبه المدارية في المحيط الأطلسي (أكثر من 97%) في كل عام. تشكل النظام الأول، وهو العاصفة الاستوائية أندريا، في 23 يونيو، مسجلاً بذلك أحدث بداية لموسم من العواصف في المحيط الأطلسي منذ عام 2014 . بعد فترة وجيزة، تشكلت العاصفة الاستوائية باري ووصلت بسرعة إلى فيراكروز . في يوليو/تموز، أثرت العاصفة الاستوائية شانتال على الساحل الشرقي للولايات المتحدة . في أغسطس/آب، أصبح إعصار إيرين أقوى نظام إعصاري لهذا العام حتى الآن، حيث بلغت قوته الفئة 5 قوة .